# Maximilian von Weichs
Maximilian von Weichs, właściwie Maximilian Maria Joseph Karl Gabriel Lamoral Reichsfreiherr von Weichs zu Glon (ur. 12 listopada 1881 w Dessau, zm. 27 września 1954 na zamku Rösberg) – niemiecki wojskowy, szkoleniowiec i arystokrata, baron, feldmarszałek, dowódca grup armii „B” i „F”, naczelny dowódca wojsk niemieckich na Południowym Wschodzie (1943–1945). Oskarżony o zbrodnie wojenne w procesach norymberskich, nie był sądzony z powodu choroby. Uczestnik I i II wojny światowej.

## Biografia
Urodził się 12 listopada 1881 w Dessau (dziś Dessau-Roßlau). Pochodził z rodziny szlacheckiej, był synem pułkownika. W 1900 został podchorążym, a w 1902 podporucznikiem. W latach 1908–1910 uczył się w szkole kawalerii, a w latach 1910–1913 w Akademii Wojny. W latach 1913–1914 pracował w centrali bawarskiego sztabu generalnego.
Podczas I wojny światowej początkowo był oficerem do poruczeń, potem pierwszym oficerem sztabu generalnego.
W latach międzywojennych nauczał taktyki w Szkole Piechoty w Dreźnie. W 1933 został generałem majorem i dowódcą 3 Dywizji Kawalerii. Od 1935 stał na czele dywizji pancernej jako generał-porucznik, by zostać następnie w 1939 dowódcą 2 Armii.
W czasie II wojny światowej uczestniczył w kampanii przeciwko Francji w 1940, w 1941 w kampanii bałkańskiej, a następnie w operacji przeciwko ZSRR (Plan Barbarossa). W lipcu 1942 został głównodowodzącym Grupy Armii „B”, mianowany feldmarszałkiem 1 lutego 1943. Z rozkazu Adolfa Hitlera dowodził grupą armii „F”. 25 marca 1945 został przeniesiony do rezerwy.
Von Weichs został aresztowany przez wojska alianckie 2 maja 1945 i oskarżony w procesie generałów walczących na froncie południowym. Został jednak zwolniony z powodu choroby (1948) i jego proces nie odbył się.

## Odznaczenia
- Krzyż Rycerski Krzyża Żelaznego z liśćmi dębu
- Krzyż Rycerski Krzyża Żelaznego
- Krzyż Żelazny I Klasy[3] z ponownym nadaniem w 1939
- Krzyż Żelazny II Klasy[3] z ponownym nadaniem w 1939
- Order Zasługi Wojskowej IV klasy z mieczami (Bawaria)[3]
- Krzyż za Długoletnią Służbę (Bawaria)[3]